# Брандвил
Брандвил (фр. Brandeville) насеље је и општина у североисточној Француској у региону Лорена, у департману Меза која припада префектури Верден.
По подацима из 2011. године у општини је живело 174 становника, а густина насељености је износила 14,33 становника/km². Општина се простире на површини од 12,14 km². Налази се на средњој надморској висини од 235 метара (максималној 377 m, а минималној 193 m).

## Демографија
| 1962. | 1968. | 1975. | 1982. | 1990. | 1999. | 2011. |
| ----- | ----- | ----- | ----- | ----- | ----- | ----- |
| 237   | 245   | 204   | 175   | 136   | 141   | 174   |

График промене броја становника у току последњих година